# Escalles
Escalles település Franciaországban, Pas-de-Calais megyében. Lakosainak száma 218 fő (2022. január 1.). Escalles Peuplingues, Sangatte, Wissant, Bonningues-lès-Calais és Hervelinghen községekkel határos.

## Népesség
A település népességének változása:
| Lakosok száma | 187  | 354  | 267  | 259  | 241  | 216  | 335  | 298  | 228  | 218  |
|               | 1793 | 1836 | 1866 | 1891 | 1926 | 1962 | 2006 | 2011 | 2017 | 2022 |